# Coupe de France de football 1946-1947
Navigation
Coupe de France 1945-1946 Coupe de France 1947-1948
L'édition 1946-1947 de la Coupe de France est la 30e édition de la Coupe de France de football.

## Résultats

### Quatrième tour
Seuls sont indiqués dans cet article les résultats des clubs professionnels au 4e tour.
| Division        | Club                              | Score  | Club                 | Division        |
| --------------- | --------------------------------- | ------ | -------------------- | --------------- |
| PH (D4)         | RC Vichy                          | 1 - 6  | AS Saint-Étienne     | Division 1 (D1) |
| Division 1 (D1) | FC Metz                           | 8 - 0  | JS Audun-le-Tiche    | DH (D3)         |
| DH (D3)         | US Lunéville                      | 0 - 3  | RCFC Besançon        | Division 2 (D2) |
| DH (D3)         | SO Mazamet                        | 3 - 2  | AS Béziers           | Division 2 (D2) |
| 1D (D4)         | RC Roubaix                        | 1 - 10 | CO Roubaix-Tourcoing | Division 1 (D1) |
| Division 2 (D2) | US Valenciennes-Anzin             | 2 - 1  | Denain Ath.          | DH (D3)         |
| Division 2 (D2) | SA Douai                          | 2 - 0  | US Noeux-les-Mines   | 1D (D4)         |
| Division 1 (D1) | Stade de Reims                    | 5 - 1  | Moyeuvre-Grande      | DH (D3)         |
| Division 2 (D2) | AS Troyes-Savinienne              | 5 - 2  | AJ Auxerre           | DH (D3)         |
| DH (D3)         | AS Saint-Servan                   | 0 - 6  | FC Nantes            | Division 2 (D2) |
| Division 2 (D2) | OGC Nice                          | 2 - 0  | RO Menton            | ?               |
| DH (D3)         | Stade raphaëlois                  | 0 - 1  | AS Avignon           | Division 2 (D2) |
| Division 2 (D2) | SC Toulon                         | 3 - 0  | AS Brignoles         | ?               |
| Division 2 (D2) | Nîmes Olympique                   | 3 - 0  | RC Cavaillon         | ?               |
| Division 2 (D2) | Olympique d'Antibes-Juan-les-Pins | 1 - 0  | CS Cheminots Nîmes   | ?               |

### Cinquième tour
Seuls sont indiqués dans cet article les résultats des clubs professionnels au 5e tour.
| Division        | Club                      | Score      | Club                              | Division        |
| --------------- | ------------------------- | ---------- | --------------------------------- | --------------- |
| DH (D3)         | SS Mulhouse               | 0 - 4      | RC Strasbourg                     | Division 1 (D1) |
| DH (D3)         | FC Strasbourg             | 0 - 1 a.p. | FC Metz                           | Division 1 (D1) |
| DH (D3)         | SC Schiltigheim           | 1 - 5      | AS Troyes-Savinienne              | Division 2 (D2) |
| DH (D3)         | EDS Montluçon             | 3 - 4      | AS Saint-Étienne                  | Division 1 (D1) |
| Division 2 (D2) | RCFC Besançon             | 2 - 1      | ASP Belfort                       | DH (D3)         |
| Division 1 (D1) | FC Nancy                  | 5 - 1      | AS Strasbourg                     | DH (D3)         |
| DH (D3)         | AS Roanne                 | 3 - 3 a.p. | Olympique alésien                 | Division 2 (D2) |
| DH (D3)         | US Revel                  | 1 - 6      | SO Montpellier                    | Division 1 (D1) |
| DH (D3)         | SL Vitry                  | 0 - 8      | Stade de Reims                    | Division 1 (D1) |
| Division 2 (D2) | FC Nantes                 | 3 - 0      | Stade briochin                    | DH (D3)         |
| Division 1 (D1) | Stade rennais UC          | 3 - 1      | FC Lorient                        | DH (D3)         |
| Division 2 (D2) | Angers SCO                | 2 - 0      | UA Cognac                         | DH (D3)         |
| 1D (D5)         | VGA Saint-Maur-des-Fossés | 2 - 0      | CA Paris                          | Division 2 (D2) |
| DH (D3)         | AS Monaco                 | 1 - 3      | SC Toulon                         | Division 2 (D2) |
| Division 2 (D2) | Nîmes Olympique           | 3 - 0      | AS Aix-en-Provence                | DH (D3)         |
| DH (D3)         | ES La Ciotat              | 1 - 1 a.p. | OGC Nice                          | Division 2 (D2) |
| Division 2 (D2) | USA Perpignan             | 1 - 0      | CS Marseillan                     | PH (D4)         |
| DH (D3)         | RC Ganges                 | 1 - 3      | Olympique d'Antibes-Juan-les-Pins | Division 2 (D2) |
| Division 2 (D2) | AS Avignon                | 4 - 0      | FC Scionzier                      | DH (D3)         |
| Division 1 (D1) | CO Roubaix-Tourcoing      | 5 - 0      | Oignies                           | DH (D3)         |
| 1D (D4)         | US Tourcoing              | 1 - 4      | US Valenciennes-Anzin             | Division 2 (D2) |
| DH (D3)         | Aniche                    | 2 - 3      | SA Douai                          | Division 2 (D2) |
| Division 1 (D1) | RC Lens                   | 9 - 2      | US Boulogne                       | 1D (D4)         |
| Division 2 (D2) | Amiens AC                 | 3 - 2      | RC Arras                          | 1D (D4)         |
| Division 1 (D1) | Le Havre AC               | 3 - 1      | Carvin                            | DH (D3)         |
| DH (D3)         | Stade montois             | 0 - 3      | AS des Charentes                  | Division 2 (D2) |
| Matches rejoués |                           |            |                                   |                 |
| Division 2 (D2) | Olympique alésien         | 2 - 1      | AS Roanne                         | DH (D3)         |
| Division 2 (D2) | OGC Nice                  | 6 - 0      | ES La Ciotat                      | DH (D3)         |

### Trente-deuxièmes de finale
| Division        | Club                     | Score          | Club                              | Division        |
| --------------- | ------------------------ | -------------- | --------------------------------- | --------------- |
| Division 2 (D2) | Olympique alésien        | 3 - 0 a.p.     | LSO Colombes                      | PH (D4)         |
| Division 1 (D1) | FC Nancy                 | 3 - 1          | Amiens AC                         | Division 2 (D2) |
| Division 2 (D2) | FC Nantes                | 2 - 2 a.p.     | US Cazères                        | DH (D3)         |
| Division 2 (D2) | Nîmes Olympique          | 1 - 0          | FC Sète                           | Division 1 (D1) |
| DH (D3)         | Chamois niortais FC      | 4 - 0          | Stade clermontois                 | Division 2 (D2) |
| Division 1 (D1) | Stade français FC        | 3 - 1          | Olympique de Saint-Quentin        | ?               |
| Division 1 (D1) | Stade de Reims           | 9 - 1          | JA Saumur                         | ?               |
| Division 1 (D1) | CO Roubaix-Tourcoing     | 1 - 0          | Stade rennais UC                  | Division 1 (D1) |
| Division 1 (D1) | Red Star OA              | 4 - 1          | ASA Maison-Alfort                 | DH (D3)         |
| Division 1 (D1) | AS Saint-Étienne         | 9 - 0          | AS Beauvais-Marissel              | ?               |
| Division 2 (D2) | FC Sochaux-Montbéliard   | 8 - 0          | Drapeau de Fougères               | DH (D3)         |
| Division 1 (D1) | RC Strasbourg            | 5 - 0          | RCFC Besançon                     | Division 2 (D2) |
| Division 1 (D1) | Toulouse FC              | 2 - 1          | RC Paris                          | Division 1 (D1) |
| Division 2 (D2) | AS Troyes-Savinienne     | 3 - 1          | Olympique d'Antibes-Juan-les-Pins | Division 2 (D2) |
| Division 2 (D2) | US Valenciennes-Anzin    | 2 - 0          | ES Bully-les-Mines                | DH (D3)         |
| Division 1 (D1) | FC Metz                  | 4 - 0          | SA Douai                          | Division 2 (D2) |
| DH (D3)         | SO Mazamet               | 1 - 0          | FC Annecy                         | DH (D3)         |
| Division 1 (D1) | Olympique de Marseille   | 3 - 1          | AS Orléans                        | DH (D3)         |
| Division 2 (D2) | Angers SCO               | 2 - 2 a.p.     | VGA Saint-Maur-des-Fossés         | 1D (D5)         |
| Division 2 (D2) | AS des Charentes         | 3 - 0          | USA Saint-Aigulin                 | DH (D3)         |
| DH (D3)         | Stade béthunois FC       | 1 - 0          | SC Toulon                         | Division 2 (D2) |
| Division 1 (D1) | FC Girondins de Bordeaux | 3 - 0 a.p.     | US Belfort                        | DH (D3)         |
| DH (D3)         | SM Caen                  | 1 - 0          | Paris UC                          | DH (D3)         |
| Division 1 (D1) | AS Cannes-Grasse         | 3 - 0          | SO Montpellier                    | Division 1 (D1) |
| DH (D3)         | ES Castres               | 3 - 3 a.p.     | USA Perpignan                     | Division 2 (D2) |
| Division 2 (D2) | SR Colmar                | 2 - 0 ou 2 - 1 | US Busigny                        | PH (D4)         |
| Division 2 (D2) | Lyon OU                  | 2 - 0 a.p.     | CEP Lorient                       | DH (D3)         |
| Division 1 (D1) | Lille OSC                | 6 - 0          | OGC Nice                          | Division 2 (D2) |
| Division 1 (D1) | RC Lens                  | 4 - 1 a.p.     | US Le Vésinet                     | DH (D3)         |
| Division 2 (D2) | US Le Mans               | 3 - 1 a.p.     | FC Gueugnon                       | DH (D3)         |
| Division 1 (D1) | Le Havre AC              | 1 - 0          | FC Rouen                          | Division 1 (D1) |
| 1D (D5)         | FC Corbeil               | 4 - 2          | AS Avignon                        | Division 2 (D2) |
| Matches rejoués |                          |                |                                   |                 |
| Division 2 (D2) | FC Nantes                | 5 - 2          | US Cazères                        | DH (D3)         |
| Division 2 (D2) | Angers SCO               | 4 - 1          | VGA Saint-Maur-des-Fossés         | 1D (D5)         |
| DH (D3)         | ES Castres               | 4 - 2          | USA Perpignan                     | Division 2 (D2) |

### Seizièmes de finale
| Division        | Club                     | Score      | Club                 | Division        |
| --------------- | ------------------------ | ---------- | -------------------- | --------------- |
| Division 1 (D1) | FC Girondins de Bordeaux | 3 - 0      | SO Mazamet           | DH (D3)         |
| Division 2 (D2) | Angers SCO               | 1 - 0      | Stade béthunois FC   | DH (D3)         |
| Division 1 (D1) | RC Strasbourg            | 3 - 1      | AS Troyes-Savinienne | Division 2 (D2) |
| Division 1 (D1) | Red Star OA              | 4 - 2      | Lyon OU              | Division 2 (D2) |
| Division 2 (D2) | FC Sochaux-Montbéliard   | 4 - 3      | FC Corbeil           | 1D (D5)         |
| Division 1 (D1) | CO Roubaix-Tourcoing     | 4 - 2      | Toulouse FC          | Division 1 (D1) |
| Division 1 (D1) | Stade de Reims           | 2 - 2 a.p. | FC Nancy             | Division 1 (D1) |
| Division 1 (D1) | Stade français FC        | 5 - 2      | Chamois niortais FC  | DH (D3)         |
| Division 1 (D1) | FC Metz                  | 4 - 3      | Olympique alésien    | Division 2 (D2) |
| Division 1 (D1) | Olympique de Marseille   | 4 - 1      | SR Colmar            | Division 2 (D2) |
| Division 1 (D1) | Lille OSC                | 3 - 1      | AS Saint-Étienne     | Division 1 (D1) |
| Division 2 (D2) | US Le Mans               | 2 - 1      | RC Lens              | Division 1 (D1) |
| Division 1 (D1) | Le Havre AC              | 4 - 0      | SM Caen              | DH (D3)         |
| Division 1 (D1) | AS Cannes-Grasse         | 2 - 0      | FC Nantes            | Division 2 (D2) |
| Division 2 (D2) | AS des Charentes         | 4 - 2      | ES Castres           | DH (D3)         |
| Division 2 (D2) | US Valenciennes-Anzin    | 2 - 0      | Nîmes Olympique      | Division 2 (D2) |
| Match rejoué    |                          |            |                      |                 |
| Division 1 (D1) | Stade de Reims           | 3 - 2      | FC Nancy             | Division 1 (D1) |

### Huitièmes de finale
| Division        | Club                     | Score | Club                   | Division        |
| --------------- | ------------------------ | ----- | ---------------------- | --------------- |
| Division 1 (D1) | Lille OSC                | 5 - 2 | FC Sochaux-Montbéliard | Division 2 (D2) |
| Division 1 (D1) | FC Metz                  | 2 - 1 | CO Roubaix-Tourcoing   | Division 1 (D1) |
| Division 1 (D1) | FC Girondins de Bordeaux | 3 - 1 | Olympique de Marseille | Division 1 (D1) |
| Division 1 (D1) | Le Havre AC              | 1 - 0 | US Valenciennes-Anzin  | Division 2 (D2) |
| Division 1 (D1) | RC Strasbourg            | 5 - 0 | AS Cannes-Grasse       | Division 1 (D1) |
| Division 1 (D1) | Stade français FC        | 6 - 1 | US Le Mans             | Division 2 (D2) |
| Division 2 (D2) | AS des Charentes         | 3 - 1 | Red Star OA            | Division 1 (D1) |
| Division 1 (D1) | Stade de Reims           | 2 - 1 | Angers SCO             | Division 2 (D2) |

### Quarts de finale
| Division        | Club                     | Score | Club              | Division        |
| --------------- | ------------------------ | ----- | ----------------- | --------------- |
| Division 1 (D1) | Lille OSC                | 3 - 2 | FC Metz           | Division 1 (D1) |
| Division 1 (D1) | FC Girondins de Bordeaux | 5 - 2 | Le Havre AC       | Division 1 (D1) |
| Division 1 (D1) | RC Strasbourg            | 2 - 1 | Stade français FC | Division 1 (D1) |
| Division 2 (D2) | AS des Charentes         | 2 - 1 | Stade de Reims    | Division 1 (D1) |

### Demi-finales
| Division        | Club          | Score | Club                     | Division        |
| --------------- | ------------- | ----- | ------------------------ | --------------- |
| Division 1 (D1) | Lille OSC     | 3 - 0 | FC Girondins de Bordeaux | Division 1 (D1) |
| Division 1 (D1) | RC Strasbourg | 6 - 0 | AS des Charentes         | Division 2 (D2) |

### Finale
| Entraîneur : |
| André Cheuva |

| Entraîneur :   |
| Émile Veinante |

| Entraîneur : |
| André Cheuva |

| Entraîneur :   |
| Émile Veinante |

## Synthèse

### Localisation des clubs engagés
| \| FC Girondins de Bordeaux AS Cannes Le Havre AC Olympique de Marseille FC Metz SO Montpellier FC Nancy Stade de Reims Stade rennais UC FC Rouen AS Saint-Étienne FC Sète RC Strasbourg Toulouse FC FC Sochaux-Montbéliard Angers SCO Olympique alésien Lyon OU AS des Charentes SR Colmar FC Nantes AS Avignon Nîmes Olympique Amiens AC RCFC Besançon AS Troyes-Savinienne Stade clermontois OGC Nice US Le Mans SC Toulon USA PerpignanOl. d'Antibes-Juan-les-Pins Chamois niortais FC SO Mazamet SM Caen ES Castres US Cazères Drapeau de Fougères FC Annecy AS Orléans USA Saint-Aigulin US Belfort CEP Lorient FC Gueugnon AS Beauvais-Marissel JA Saumur Olympique de Saint-Quentin US Le Vésinet FC Corbeil VGA Saint-Maur-des-Fossés LSO Colombes \| Localisation des clubs engagés 1/32 de finale de Coupe de France |
| FC Girondins de Bordeaux AS Cannes Le Havre AC Olympique de Marseille FC Metz SO Montpellier FC Nancy Stade de Reims Stade rennais UC FC Rouen AS Saint-Étienne FC Sète RC Strasbourg Toulouse FC FC Sochaux-Montbéliard Angers SCO Olympique alésien Lyon OU AS des Charentes SR Colmar FC Nantes AS Avignon Nîmes Olympique Amiens AC RCFC Besançon AS Troyes-Savinienne Stade clermontois OGC Nice US Le Mans SC Toulon USA PerpignanOl. d'Antibes-Juan-les-Pins Chamois niortais FC SO Mazamet SM Caen ES Castres US Cazères Drapeau de Fougères FC Annecy AS Orléans USA Saint-Aigulin US Belfort CEP Lorient FC Gueugnon AS Beauvais-Marissel JA Saumur Olympique de Saint-Quentin US Le Vésinet FC Corbeil VGA Saint-Maur-des-Fossés LSO Colombes                                                                        |

| \| RC Paris Red Star OA Stade français FC ASA Maison-Alfort Paris UC \| Localisation des clubs de la région parisienne engagés 1/32 de finale de Coupe de France |
| RC Paris Red Star OA Stade français FC ASA Maison-Alfort Paris UC                                                                                                |

| RC Paris Red Star OA Stade français FC ASA Maison-Alfort Paris UC |

| \| RC Lens Lille OSC CO Roubaix-Tourcoing US Valenciennes-Anzin Stade béthunois FC ES Bully-les-Mines US Busigny SA Douai \| Localisation des clubs du Nord de la France engagés 1/32 de finale de Coupe de France |
| RC Lens Lille OSC CO Roubaix-Tourcoing US Valenciennes-Anzin Stade béthunois FC ES Bully-les-Mines US Busigny SA Douai                                                                                             |

| RC Lens Lille OSC CO Roubaix-Tourcoing US Valenciennes-Anzin Stade béthunois FC ES Bully-les-Mines US Busigny SA Douai |

### Équipes par division et par tour
| Divisions / Manches | 1/32e de f. | 1/16e de f. | 1/8e de f. | 1/4 de f. | 1/2 f. | Finale | Vainqueur |
| ------------------- | ----------- | ----------- | ---------- | --------- | ------ | ------ | --------- |
| Division 1          | 20          | 15          | 11         | 7         | 3      | 2      | 1         |
| Division 2          | 20          | 11          | 5          | 1         | 1      | -      | -         |
| DH                  | 17          | 5           | -          | -         | -      | -      | -         |
| < DH                | 7           | 1           | -          | -         | -      | -      | -         |
| Total               | 64          | 32          | 16         | 8         | 4      | 2      | 1         |

### Ligues représentées par tour
| Ligues / Manches | 1/32e de f. | 1/16e de f. | 1/8e de f. | 1/4 de f. | 1/2 f. | Finale | Vainqueur |
| ---------------- | ----------- | ----------- | ---------- | --------- | ------ | ------ | --------- |
| Nord             | 9           | 5           | 3          | 1         | 1      | 1      | 1         |
| Nord-Est         | 4           | 2           | 1          | 1         | -      | -      | -         |
| Lorraine         | 2           | 2           | 1          | 1         | -      | -      | -         |
| Alsace           | 2           | 2           | 1          | 1         | 1      | 1      | -         |
| Bourgogne        | 1           | -           | -          | -         | -      | -      | -         |
| Franche-Comté    | 3           | 1           | 1          | -         | -      | -      | -         |
| Auvergne         | 1           | -           | -          | -         | -      | -      | -         |
| Lyonnais         | 3           | 2           | -          | -         | -      | -      | -         |
| Sud-Est          | 11          | 4           | 2          | -         | -      | -      | -         |
| Corse            | -           | -           | -          | -         | -      | -      | -         |
| Midi             | 4           | 3           | -          | -         | -      | -      | -         |
| Sud-Ouest        | 1           | 1           | 1          | 1         | 1      | -      | -         |
| Centre-Ouest     | 3           | 2           | 1          | 1         | 1      | -      | -         |
| Centre           | 1           | -           | -          | -         | -      | -      | -         |
| Ouest            | 7           | 3           | 2          | -         | -      | -      | -         |
| Normandie        | 3           | 2           | 1          | 1         | -      | -      | -         |
| Paris            | 9           | 3           | 2          | 1         | -      | -      | -         |
| Total            | 64          | 32          | 16         | 8         | 4      | 2      | 1         |

### Parcours des clubs professionnels
| Clubs                    | Parcours précédent | Parcours en 1946-1947 |
| ------------------------ | ------------------ | --------------------- |
| CO Roubaix-Tourcoing     | 1/32 de finale     | 1/8 de finale         |
| Stade de Reims           | 1/32 de finale     | 1/4 de finale         |
| RC Strasbourg            | 1/16 de finale     | Finaliste             |
| Lille OSC                | Vainqueur          | Vainqueur             |
| Stade français FC        | 1/2 finales        | 1/4 de finale         |
| Olympique de Marseille   | 1/4 de finale      | 1/8 de finale         |
| Red Star OA              | Finaliste          | 1/8 de finale         |
| AS Cannes-Grasse         | 1/8 de finale      | 1/8 de finale         |
| Stade rennais UC         | 1/16 de finale     | 1/32 de finale        |
| FC Metz                  | 1/32 de finale     | 1/4 de finale         |
| AS Saint-Étienne         | 4e tour            | 1/16 de finale        |
| FC Nancy                 | 1/16 de finale     | 1/16 de finale        |
| FC Sète                  | 1/8 de finale      | 1/32 de finale        |
| Toulouse FC              | 1/8 de finale      | 1/16 de finale        |
| RC Paris                 | 1/4 de finale      | 1/32 de finale        |
| SO Montpellier           | 1/16 de finale     | 1/32 de finale        |
| RC Lens                  | 1/16 de finale     | 1/16 de finale        |
| FC Girondins de Bordeaux | 1/4 de finale      | 1/2 finales           |
| Le Havre AC              | 1/16 de finale     | 1/4 de finale         |
| FC Rouen                 | 1/8 de finale      | 1/32 de finale        |

| Clubs                             | Parcours précédent | Parcours en 1946-1947 |
| --------------------------------- | ------------------ | --------------------- |
| FC Sochaux-Montbéliard            | 1/8 de finale      | 1/8 de finale         |
| Olympique alésien                 | 1/16 de finale     | 1/16 de finale        |
| Angers SCO                        | 1/16 de finale     | 1/8 de finale         |
| US Valenciennes-Anzin             | 1/32 de finale     | 1/8 de finale         |
| Lyon OU                           | 1/4 de finale      | 1/16 de finale        |
| AS des Charentes                  | 1/16 de finale     | 1/2 finales           |
| SR Colmar                         | 1/8 de finale      | 1/16 de finale        |
| FC Nantes                         | 4e tour            | 1/16 de finale        |
| Nîmes Olympique                   | 1/32 de finale     | 1/16 de finale        |
| AS Avignon                        | 1/32 de finale     | 1/32 de finale        |
| SA Douai                          | 4e tour            | 1/32 de finale        |
| CA Paris                          | 1/16 de finale     | TP                    |
| Amiens AC                         | 1/16 de finale     | 1/32 de finale        |
| RCFC Besançon                     | 1/32 de finale     | 1/32 de finale        |
| AS Béziers                        | 1/32 de finale     | 4e tour               |
| AS Troyes-Savinienne              | 4e tour            | 1/16 de finale        |
| Stade clermontois                 | 1/2 finales        | 1/32 de finale        |
| OGC Nice                          | 1/32 de finale     | 1/32 de finale        |
| US Le Mans                        | 1/8 de finale      | 1/8 de finale         |
| SC Toulon                         | 4e tour            | 1/32 de finale        |
| USA Perpignan                     | TP                 | 1/32 de finale        |
| Olympique d'Antibes-Juan-les-Pins | 4e tour            | 1/32 de finale        |